# Minerbe
Minerbe (velenceiül Menerbe) település Olaszországban, Veneto régióban, Verona megyében. Lakosainak száma 4574 fő (2023. január 1.). Minerbe Bonavigo, Legnago, Montagnana, Veronella, Pressana, Bevilacqua és Boschi Sant'Anna községekkel határos.

## Népesség
A település népességének változása:
| Lakosok száma | 4626 | 4573 | 4574 |
|               | 2017 | 2018 | 2023 |